# Jason Bowen (football)
Pour les articles homonymes, voir Bowen.
Jason Peter Bowen (né le 24 août 1972 à Merthyr Tydfil) est un footballeur international gallois. Il jouait pour le club de Llanelli AFC qui évolue en Welsh Premier League.

## Carrière

### Club
Après des débuts professionnels à Swansea City, puis plusieurs saisons dans des clubs anglais, il est recruté par Cardiff City en janvier 1999. Il reste cinq saisons dans le club gallois et le quitte le 6 avril 2004 pour un autre club gallois, Newport County, qu'il rejoint à l'été 2004.

### Sélection nationale
Bowen connaît sa première sélection lors du match amical Estonie-Pays de Galles le 23 mai 1994 (victoire 1-2). Il joue ce jour-là l'intégralité de la rencontre au poste d'attaquant. Deux ans plus tard, il est à nouveau appelé, le 9 novembre 1996, pour un match Pays-Bas-Pays de Galles, dans le cadre des éliminatoires de la Coupe du monde 1998. Le pays de Galles s'incline lourdement 7-1. C'est la dernière sélection de Bowen sous les couleurs galloises.

### Vie familiale
Jason Bowen a un fils, Jaye Bowen, qui fait partie du centre de formation de Cardiff City.

## Palmarès
Llanelli AFC
- Welsh Premier League
  - Vice-champion : 2009 et 2010
- Coupe du pays de Galles
  - Vainqueur : 2011